# فورتیس

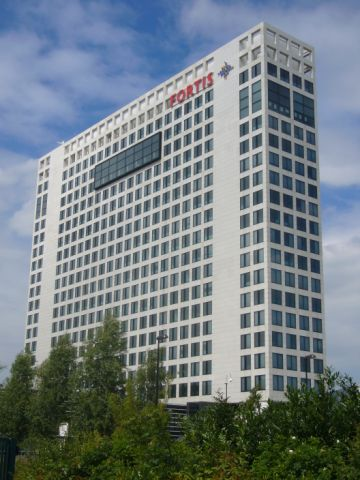
ساختمان مرکزی بانک فورتیس در شهر اوترخت

فورتیس (به انگلیسی: Fortis) شرکت خدمات مالی و بانکداری هلندی-بلژیکی بود، که در زمینه ارائه خدمات بانکداری، بیمه و مدیریت سرمایه‌گذاری فعالیت می‌نمود و تا سال ۲۰۰۷ در رتبه ۲۰ از بزرگترین موسسات مالی جهان قرار داشت.
بانک فورتیس در سال ۱۹۹۰ تأسیس شد و در پی بروز بحران مالی ۲۰۱۲–۲۰۰۷ در سال ۲۰۱۰ منحل و کلیه بخش‌ها و دارایی‌های آن بجز بخش بیمه، توسط بانک‌های ب ان پ پاریبا، سانتاندر گروپ و ای‌بی‌ان آمرو خریداری شد. بخش خدمات بیمه فورتیس نیز شرکت ایجیاس را تشکیل داد.